# 城堰乡
城堰乡，是中华人民共和国四川省眉山市仁寿县曾经下辖的一个乡。2019年12月，撤销城堰乡，将其所属行政区域划归北斗镇管辖。

## 行政区划
城堰乡撤销前下辖以下地区：
农丰村、灯杆村、砖房村、赵家村、石沙村、革命村和双福村。